# Monasterio de Munkaþverá
El monasterio de Munkaþverá (islandés: Munkaþverárklaustur) fue un monasterio católico benedictino en Eyjafjörður, Islandia.

## Historia
Fue fundado hacia 1155, tras la cristianización de Islandia. Fue abolido cuando el país entró en la reforma protestante en 1550. 
Es conocido por Nikulás Bergþórsson y su famosa publicación Leiðarvísir og borgarskipan, que era básicamente una guía para los peregrinos sobre las rutas del norte de Europa a Roma y Jerusalén. 
Fue una vez el hogar de Einar Þveræingur, Viga-Glúmur y Bergur Sokkason. Se cree que es el lugar de sepultura de Sighvatur Sturluson, que murió en la Batalla de Örlygsstaðir, y sus hijos.
La iglesia actual en Munkaþverá en el municipio Eyjafjarðarsveit, de culto luterano, se construyó en 1844. En frente de la iglesia, hay un monumento dedicado a Jón Arason, que asistió al monasterio e hizo sus estudios allí.